# Adler (locomotive)
Pour les articles homonymes, voir Adler.
L'Adler (en français : l'aigle) et la Pfeil forment une série de 2 locomotives à vapeur et sont les premières ayant circulé en Allemagne ; elle furent construites au Royaume-Uni, la première en 1835, la seconde en 1836.

## Histoire
L’Adler et la Pfeil sont les premières locomotives à vapeur ayant circulé  en Allemagne pour le transport de voyageurs puis de marchandises. Les locomotives ont été construites en 1835 et 1836 en Angleterre par l'entreprise de Robert Stephenson pour la  ligne de Nuremberg à Fürth inaugurée le 7 décembre 1835 et ouverte au service commercial du chemin de fer bavarois Ludwig le 8 décembre 1835. 

### Caractéristiques
L’Adler était une locomotive de la classe Patentee, un essieu moteur central entouré d’un essieu porteur à l’avant, d’un autre à l’arrière (111) remorquant un tender.
La vitesse maximum était de 65 km/h mais celle indiquée pour le service était de 24 à 28 km/h.

### Répliques
À l’occasion du 100e anniversaire, une réplique largement fidèle a été construite par la Deutsche Reichsbahn en 1933 dans l’atelier de réparation de Kaiserslautern. Le projet du directeur général de la Reichsbahn, Dorpmüller, et de son personnel était d’utiliser l’aigle comme instrument de propagande de la « nouvelle ère » dans la ville des rassemblements du parti nazi (Nuremberg). 
La locomotive affectée au musée des transports de Nuremberg a été mise en service à plusieurs reprises avant et après la Second guerre mondiale, notamment pour célébrer le 100ème anniversaire des  chemins de fer allemands en 1983.
La locomotive endommagée par un incendie du musée de Nuremberg en 2005 a été reconstruite en 2007 et a participé à plusieurs voyages.

## Galerie

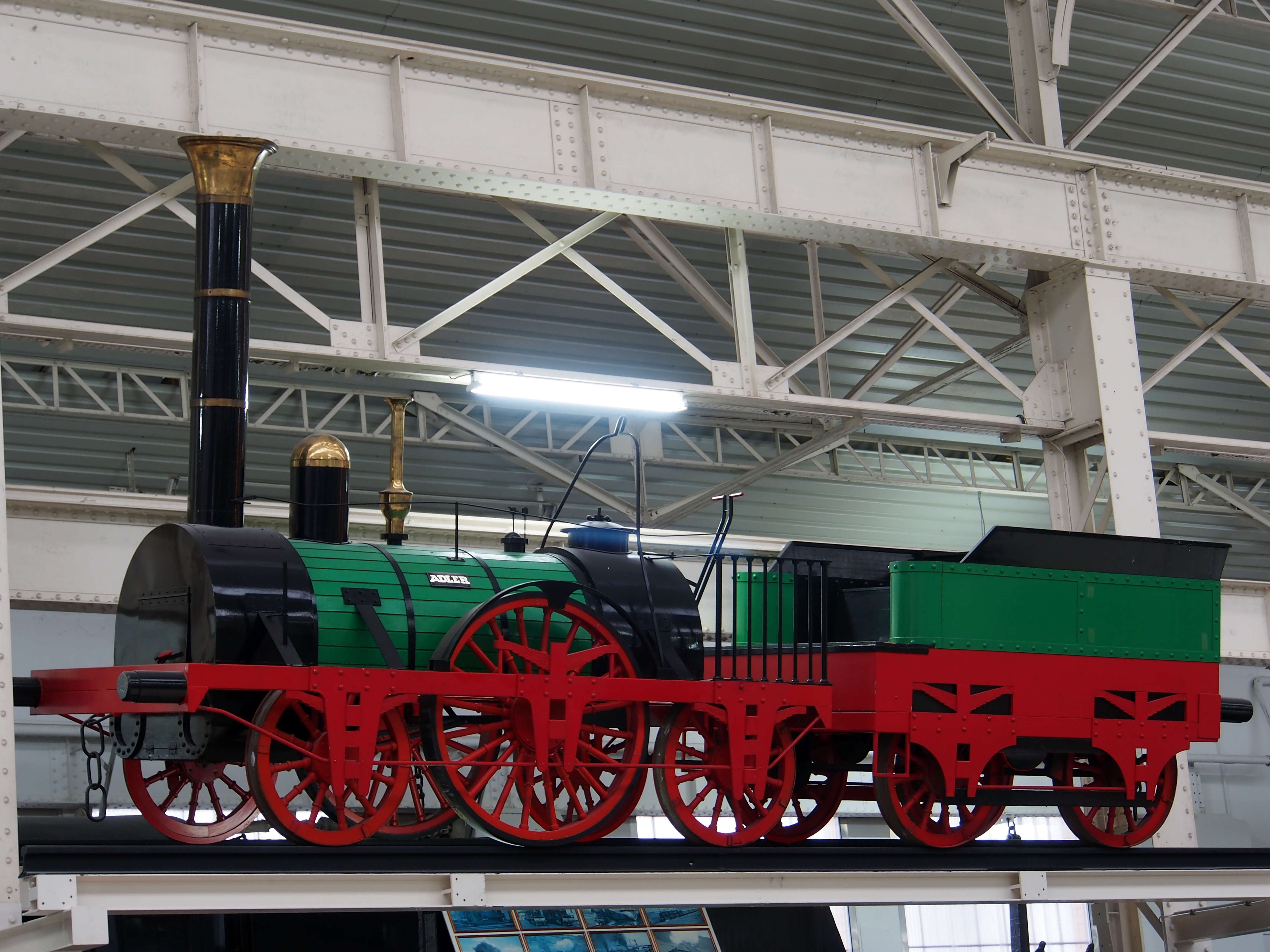
La réplique de la locomotive.
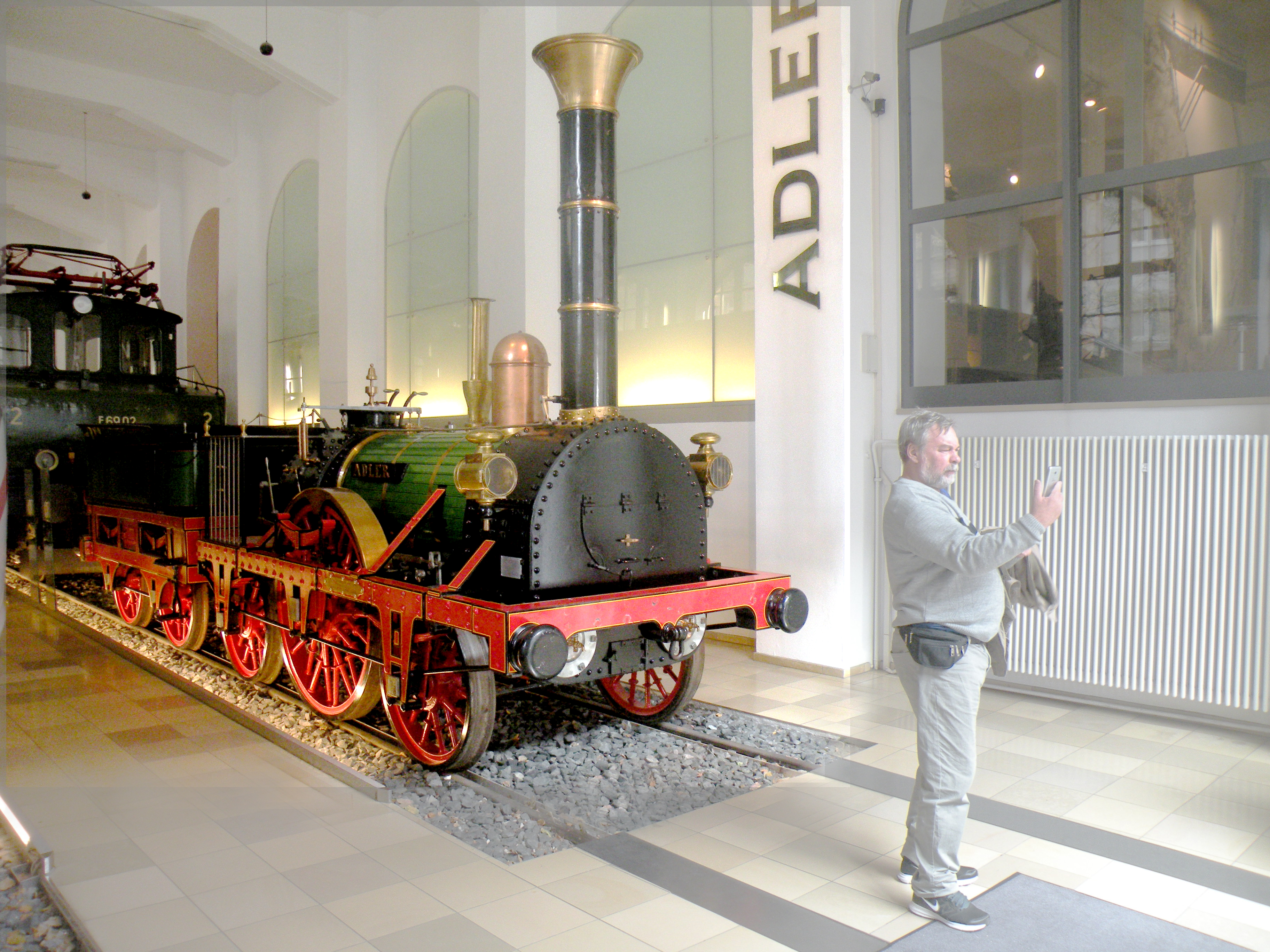
Autre image
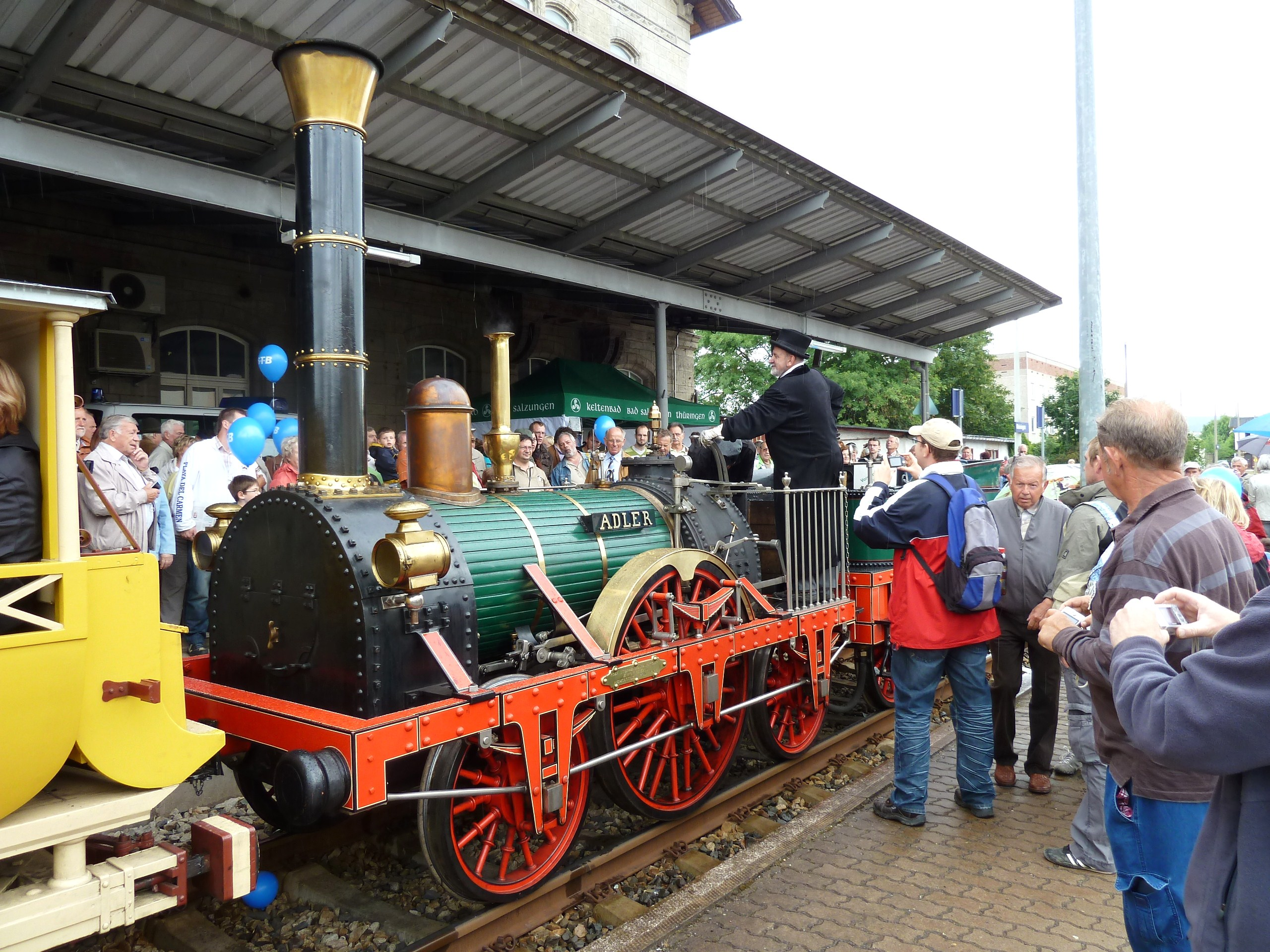
La réplique lors d'une manifestation.
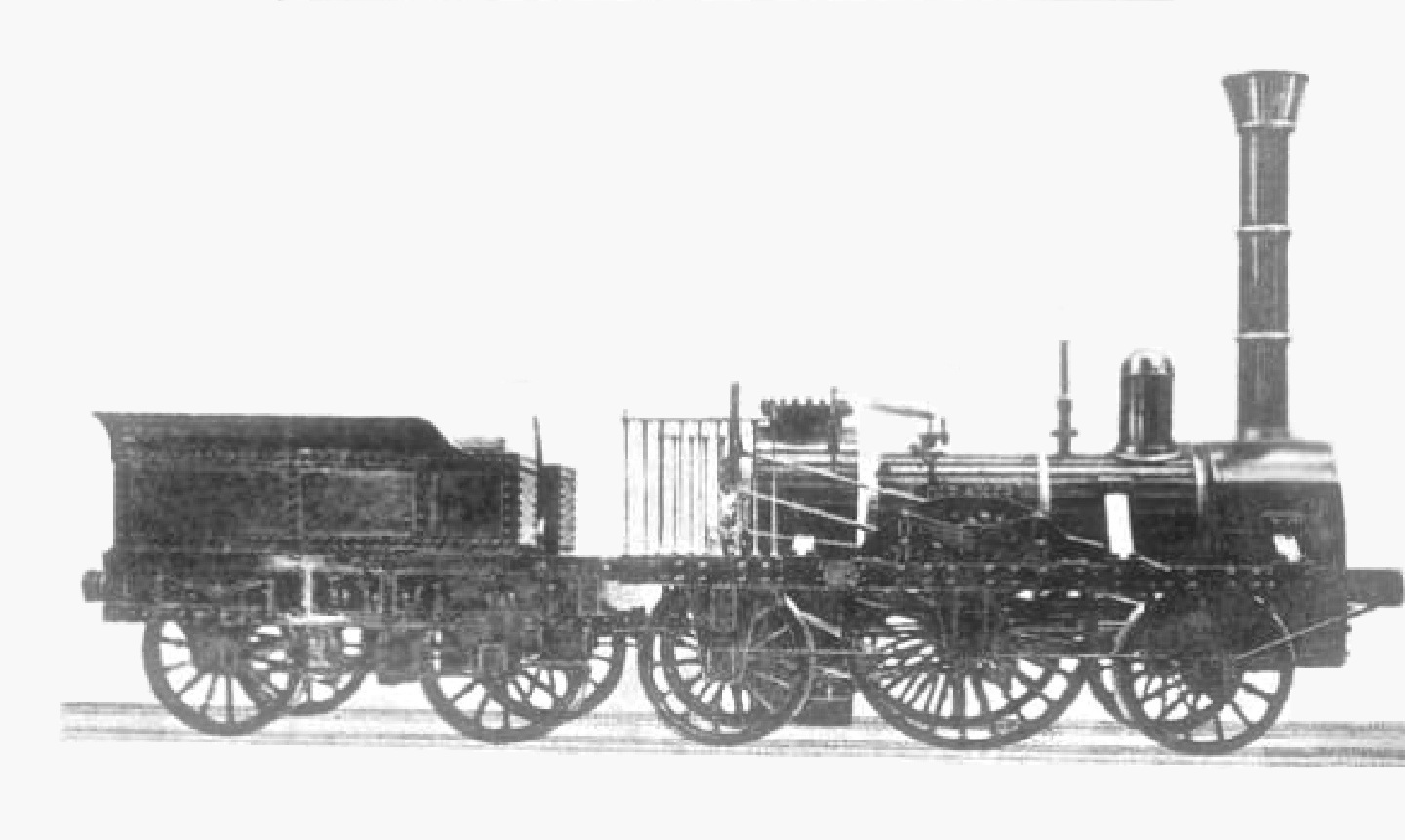
La locomotive originale.